# Adolf Diamant
Adolf Leo Diamant (geboren am 18. April 1924 in Chemnitz; gestorben am 23. Mai 2008 in Frankfurt am Main)  war ein deutscher Historiker, Journalist und Autor jüdischen Glaubens.

## Leben und Werk
Adolf Diamant wurde als Sohn von Lora geb. Silberstein (1896–1944) und Hersz Diamant (1890–1944) geboren. Seine Mutter stammte ursprünglich aus dem rumänischen Iași, sein Vater aus dem polnischen Konstantynów Łódzki, dieser war Kaufmann. Beide zogen noch vor dem Ersten Weltkrieg nach Chemnitz. Nach dem Besuch der Realschule und der jüdischen Religionsschule in Chemnitz begann Diamant eine Ausbildung zum Mechaniker an der dortigen Maschinenbauschule. Im Zuge der Judenverfolgung im Dritten Reich musste er 1938 die Schule verlassen und die Lehre ohne Abschluss abbrechen. Im Rahmen der Polenaktion wurde die Familie im Oktober 1938 ausgewiesen, sie ließ sich in Łódź nieder. Nach dem deutschen Überfall auf Polen und der folgenden Besetzung Polens kamen die Diamants in das Ghetto Litzmannstadt und mussten Zwangsarbeit verrichten. 1944 erfolgte die Deportation der Familie in das Konzentrationslager Auschwitz, dort starben Adolf Diamants Eltern. Noch im gleichen Jahr wurde er selbst in das KZ-Außenlager Schillstraße in Braunschweig abtransportiert, wo er vermutlich aufgrund seiner begonnenen Mechaniker-Ausbildung als Zwangsarbeiter für die Rüstungsproduktion der Automobilwerke Büssing-NAG Nutzkraftwagen eingesetzt wurde. Nach Auflösung des Lagers im März 1945 kam er schließlich für die letzten Kriegswochen noch in das Konzentrationslager Wöbbelin, welches auch als Sterbelager bezeichnet wurde, da dort vor allem Häftlinge aus anderen aufgelösten Konzentrationslagern aufgenommen und durch Verhungern, Krankheit und Entkräftung dem Tod überlassen wurden. Am 2. Mai 1945 wurden er und die anderen Häftlinge durch US-Truppen befreit. Damit hatte Diamant in der NS-Zeit ein Ghetto und drei Konzentrationslager überlebt.
Nach seiner vorübergehenden Rückkehr nach Chemnitz wanderte Diamant 1948 nach Israel aus. Er trat noch im gleichen Jahr freiwillig der Israelischen Armee bei und nahm in den letzten Monaten am Palästinakrieg teil. 1957 kehrte er nach Deutschland zurück und ließ sich in Frankfurt am Main nieder. Er wurde Mitglied in der Kommission für die Geschichte der Juden in Hessen. Außerdem war er Mitglied und Pressereferent der Frankfurter jüdischen Loge B’nai B’rith und später als Journalist für Zeitungen und Zeitschriften wie das deutsch-jüdische Monatsmagazin Aufbau, die Allgemeine Jüdische Wochenzeitung und das Frankfurter Jüdische Gemeindeblatt tätig. Als Historiker beschäftigte sich Diamant ab 1970 vorwiegend mit der Regional- und Lokalgeschichte der Juden und Gestapo in Deutschland mit den Schwerpunkten Sachsen und Frankfurt am Main. 1984 veröffentlichte er als erste Person überhaupt eine umfassende Publikation und Materialsammlung zur Geschichte der Juden in der DDR, ohne als BRD-Bürger offiziell die staatlichen Archive der DDR nutzen zu können. Als Ergebnis seiner Arbeiten entstanden zahlreiche Bücher und Dokumentationen.
Im Juni 1965 gewann Diamant vor dem Landgericht Braunschweig einen langjährigen und über mehrere Gerichte erfolgten Zivilprozess gegen das Unternehmen Büssing AG um nicht gezahlten Arbeitslohn während seiner Zwangsarbeitszeit, Schadensersatz und Schmerzensgeld (Az. 3 C 566/64). Ihm wurden 1.178 Reichsmark zugestanden, abgewertet durch die westdeutsche Währungsreform 1948 erhielt er 117,80 D-Mark. Der US-Amerikanische Jurist Benjamin Ferencz bezeichnete in seinem Standardwerk zum Thema Entschädigung für jüdische Zwangsarbeiter den Erfolg Diamants als Pyrrhussieg, der aber wegbereitend für spätere Prozesse dieser Art war.
Sein über Jahrzehnte zusammengestelltes und aus etwa 300.000 Objekten bestehendes Privatarchiv (Dokumente, Fotografien, Zeitungsausschnitte u. a.) befindet sich seit dem Tod seiner Ehefrau im Jahr 2000 im Zentrum für Antisemitismusforschung, kleinere Sammlungen bezüglich lokaler Recherchen in regionalen Stadt- und Staatsarchiven.
Adolf Diamant war ab 1965 mit Maria geb. Montag (1941–2000) verheiratet, aus der Ehe gingen zwei Söhne hervor. Er ist mit seiner Ehefrau auf dem Neuen Jüdischen Friedhof in Frankfurt am Main begraben.

## Auszeichnungen und Ehrungen
- 1984: Ehrensiegel der Jüdischen Gemeinde Frankfurt am Main
- 1988: Bundesverdienstkreuz am Bande
- 2001: Bundesverdienstkreuz I. Klasse

## Schriften (Auswahl)
- Chronik der Juden in Dresden. Von den ersten Juden bis zur Blüte der Gemeinde und deren Ausrottung. Agora, Darmstadt 1973, ISBN 978-3-87008-032-7.
- Zerstörte Synagogen vom November 1938. Eine Bestandsaufnahme. Frankfurt am Main 1978, ISBN 978-3-9800194-0-8.
- Materialien zur Geschichte der Juden in der Deutschen Demokratischen Republik. Ein wissenschaftliches Fragment. Frankfurt am Main 1984, ISBN 978-3-9800194-4-6.
- Gestapo Frankfurt am Main. Zur Geschichte einer verbrecherischen Organisation in den Jahren 1933–1945. Frankfurt am Main 1988, ISBN 978-3-9800194-6-0.
- Gestapo Leipzig. Zur Geschichte einer verbrecherischen Organisation in den Jahren 1933–1945. Frankfurt am Main 1990, ISBN 978-3-9800194-8-4.
- Chronik der Juden in Leipzig. [Aufstieg, Vernichtung und Neuanfang]. Verlag Heimatland Sachsen, Chemnitz 1993, ISBN 978-3-910186-08-8.
- Juden in Annaberg im Erzgebirge. Zur Geschichte einer untergegangenen Gemeinde: Unter besonderer Berücksichtigung der nationalsozialistischen Diktatur 1933-1945. Mit einer Dokumentation der noch vorhandenen Grabsteine des zestörten jüdischen Friedhofs. Verlag Heimatland Sachsen, Chemnitz 1995, ISBN 978-3-910186-13-2.
- Gestapo Chemnitz und die Gestapoaußenstellen Plauen i.V. und Zwickau. Zur Geschichte einer verbrecherischen Organisation in den Jahren 1933–1945. Dokumente – Berichte – Reportagen. Verlag Heimatland Sachsen, Chemnitz 1999, ISBN 978-3-910186-22-4.
- Gestapochef Thümmler. Verbrechen in Chemnitz, Kattowitz und Auschwitz. Die steile Karriere eines Handlangers der nationalsozialistischen Morde und Vergehen gegen die Menschlichkeit. Berichte – Dokumente – Kommentare. Verlag Heimatland Sachsen, Chemnitz 1999, ISBN 978-3-910186-23-1.
- Geschändete jüdische Friedhöfe in Deutschland. 1945 bis 1999. Mit einem Vorwort von Julius H. Schoeps. Verlag für Berlin-Brandeburg, Potsdam 2000, ISBN 978-3-935035-03-3.
- Ostjuden in Chemnitz. 1811 bis 1945. Eine Dokumentation anläßlich der Einweihung des neuen Jüdischen Gemeindezentrums und der Synagoge in Chemnitz. Chemnitzer Geschichtsverein, Chemnitz 2002, ISBN 978-3-936241-02-0.
- Denkschrift zur Einweihung der neuen Synagoge und des Gemeindehauses zu Chemnitz am 24. Mai 2002. Frankfurt am Main 2003, ISBN 978-3-936241-03-7.
- Denkschrift zur Einweihung der neuen Synagoge und des Gemeindehauses zu Dresden. Am 9. November 2001. Frankfurt am Main 2003, ISBN 978-3-00-011581-3.
- Der Grüneburgpark. Zur Geschichte der größten Grünanlage in Frankfurt am Main. Park-Café im Grünewald, Frankfurt am Main 2005, ISBN 978-3-00-016383-8.